# Monti Rossi

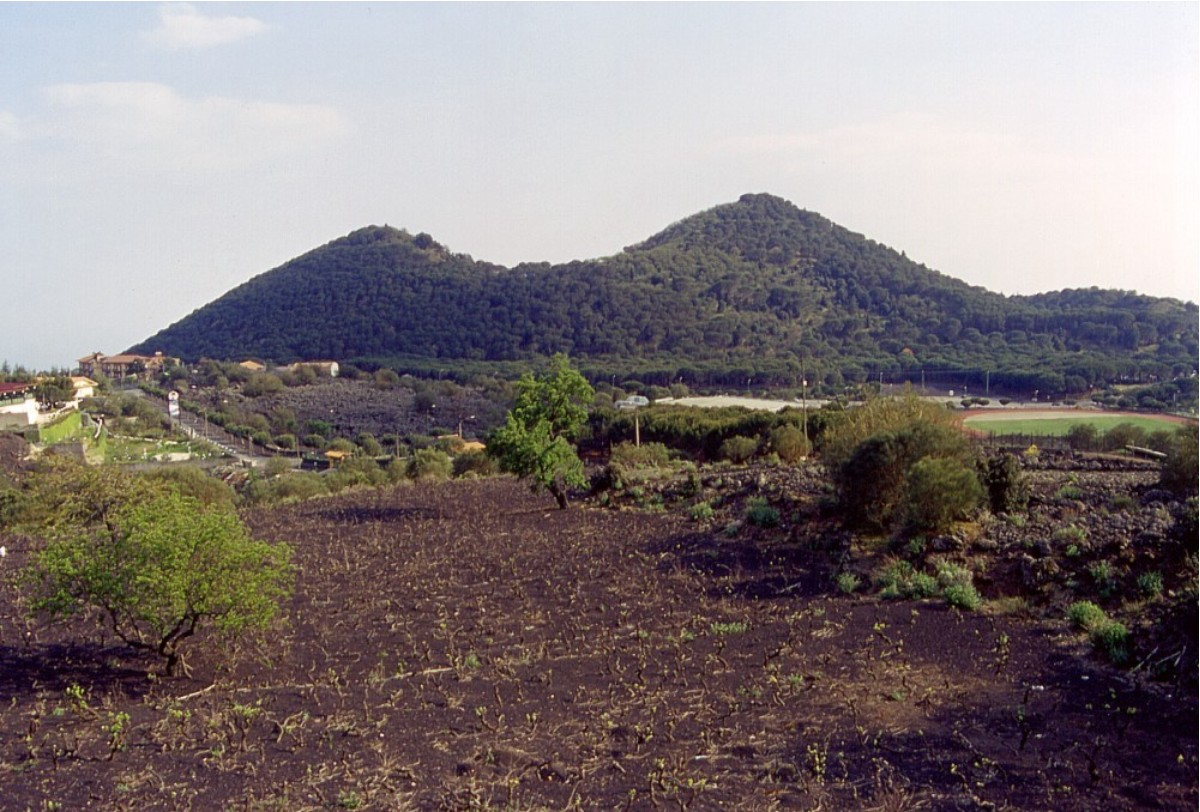
Monti Rossi

Die Monti Rossi sind zwei pyroklastische Kegel, die 1669 beim größten bekannten, historischen Ausbruch des Ätna entstanden sind. Sie befinden sich nördlich von Nicolosi an den Hängen des Hauptvulkans.  Die Monti Rossi erreichen eine Höhe von 949 m, der Ätna misst 3357 m.

## Historische Abbildungen

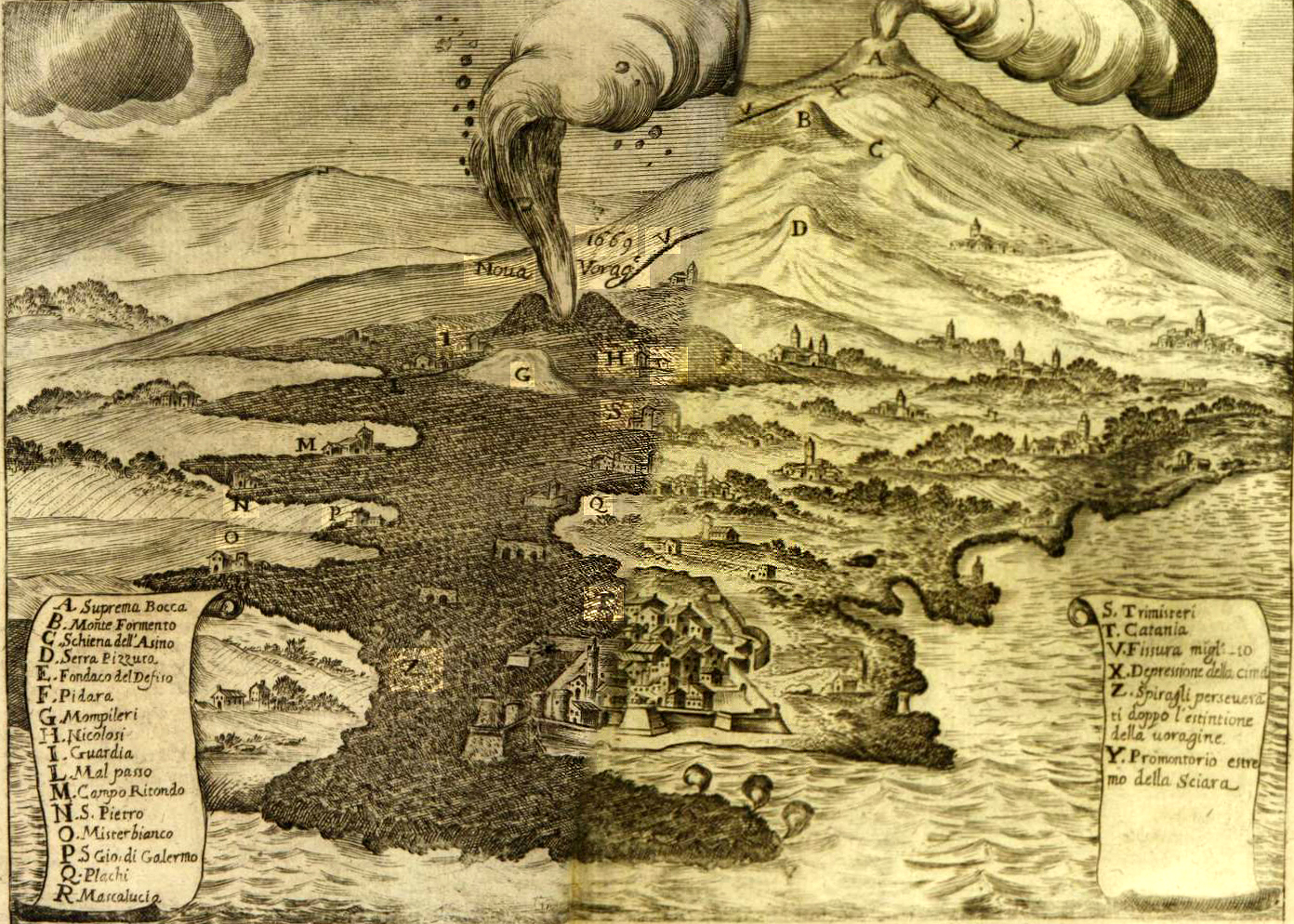
Giovanni Alfonso Borelli 1670. Ätna-Ausbruch 1669
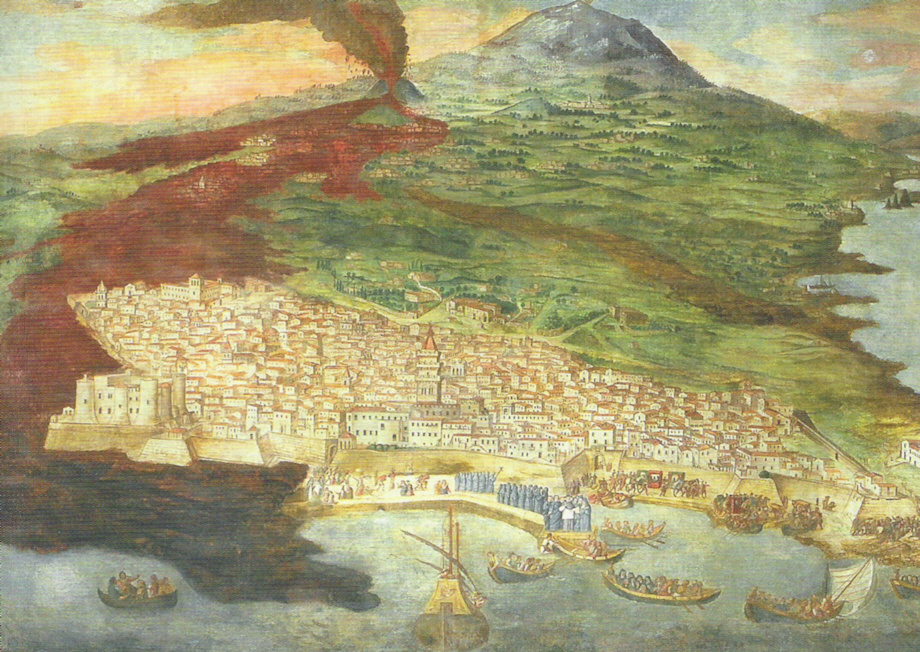
Giacinto Platania. Fresco in der Kathedrale von Catania. Ätna-Ausbruch 1669
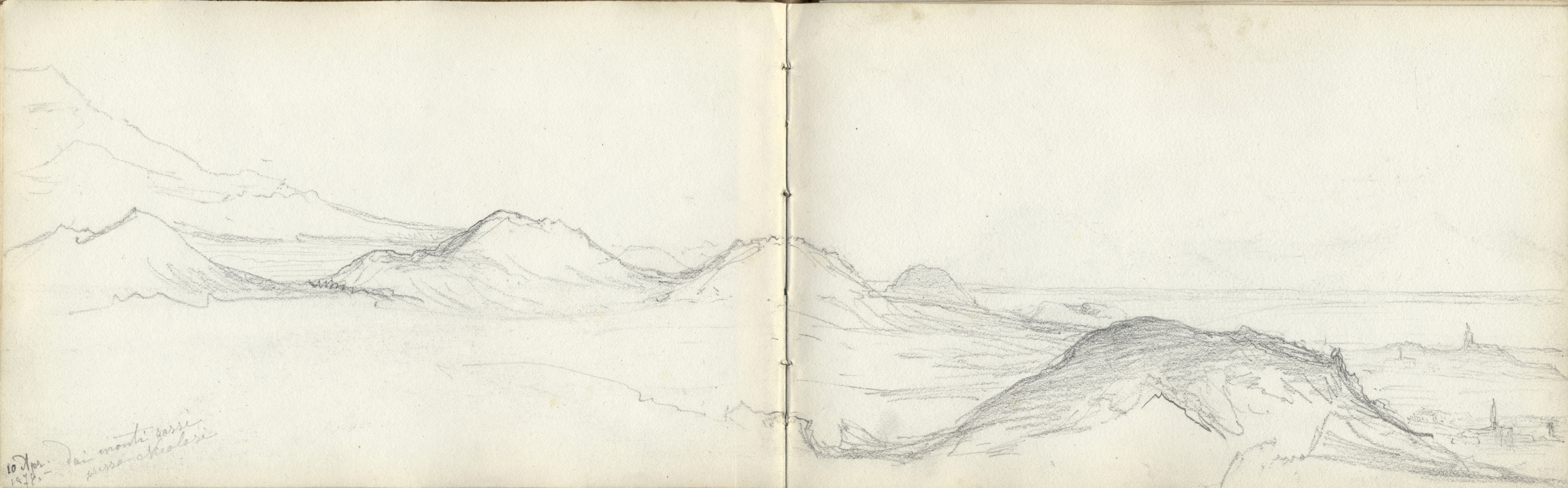
Anna Susanna Fries. Skizze 1876. Blick von den Monti Rossi auf Nicolosi